# Флореф
Флоре́ф (фр. Floreffe, валлон. Florefe) — коммуна в Валлонии, расположенная в провинции Намюр, округ Намюр. Принадлежит Французскому языковому сообществу Бельгии. На площади 38,89 км² проживают 7405 человек (плотность населения — 190 чел./км²), из которых 48,97 % — мужчины и 51,03 % — женщины. Средний годовой доход на душу населения в 2003 году составлял 12 816 евро.
Почтовый код: 5150. Телефонный код: 081.